# (25142) Hopf
(25142) Hopf est un astéroïde de la ceinture principale, découvert le 25 septembre 1998 par P. G. Comba à Prescott.
Il est nommé en l'honneur de Heinz Hopf (1894-1971), professeur de mathématiques à l'École polytechnique fédérale de Zurich.